# Phyllastrephus icterinus
Phyllastrephus icterinus е вид птица от семейство Pycnonotidae.

## Разпространение
Видът е разпространен в Ангола, Габон, Гана, Гвинея, Екваториална Гвинея, Камерун, Демократична република Конго, Република Конго, Кот д'Ивоар, Либерия, Нигерия, Сиера Леоне, Танзания, Уганда и Централноафриканската република.